# Хроника Ланеркоста
Хроника Ланеркоста (англ. Lanercost Chronicle, лат. Chronicon de Lanercost) — средневековая анонимная хроника на латинском языке, описывающая события Северной Англии и Шотландии в 1201—1346 годах. Была создана в августинском монастыре Ланеркост.

## Создание хроники
Хроника названа по августинскому монастырю Ланеркост, в котором была создана. В XX её исследованием занимался английский историк Эндрю Джордж Литтл, который пришёл к выводу, что она представляет собой компиляцию из двух францисканских хроник, которые были адаптированы, сокращены и дополнены в Ланеркосте. По мнению исследователя, её первая часть (до 1297 года) была версией утраченной хроники Ричарда Даремского. Авторство второй хроники Литтл приписывает Томасу Оттербёрнскому, хроника которого упоминается в «Скалахронике». Оба автора, по мнению историка, были францисканцами и похожи только тем, что «патриотически ненавидят шотландцев» и, судя по всему, жили в Северной Англии. Кто ещё принимал участие в создании хроники, неизвестно.

## Содержание
Хроника описывает события в Шотландии с 1201 по 1346 годы.

## Публикации
- Chronicon de Lanercost, 1201-1346: e codice Cottoniano nunc primum typis mandatum / ed. by Joseph Stevenson, [Maitland Club, 46]. — Edinburgh: Impressum Edinburgi/The Edinburgh Printing Company, 1839.
- The Chronicle of Lanercost, 1272-1346 / trans. by Herbert Maxwell. — Glasgow: J. Maclehose and sons, 1913.